# 4526 Konko
4526 Konko (1982 KN1) là một tiểu hành tinh vành đai chính được phát hiện ngày 22 tháng 5 năm 1982 bởi Kosai và Hurukawa ở Đài thiên văn Kiso.